# محطة زاباروجيا للطاقة النووية
محطة زابوروجييه للطاقة النووية هي محطة نووية تقع في إنيرهودار، أوكرانيا. تعتبر أكبر محطة نووية في أوروبا. تنتج المحطة ما يقرب من نصف كهرباء أوكرانيا المستمدة من الطاقة النووية ، وأكثر من خمس إجمالي الكهرباء المولدة في أوكرانيا.
لديها 6 مفاعلات ماء مضغوط من النوع السوفيتي WWER-1000/320 ، كل منها بقدرة إنتاجية صافية 950 ميجاوات (الناتج الحراري 3.2 جيجاوات لكل منهما ، الكفاءة 30٪). تبلغ طاقتها الإجمالية المركبة 5.7 جيجاوات ، وهي أقوى محطة للطاقة النووية في أوروبا وتقع على بعد 55 كم جنوب غرب مدينة زابوريزهيا. يتطلب إجمالي الناتج الحراري لمحطة الطاقة النووية البالغة 20 جيجاوات كميات كبيرة من مياه التبريد. هذه مأخوذة من خزان كاخوفكا ، على الضفة الجنوبية التي تقع فيها محطة الطاقة.
حوالي 2 كم شرق محطة الطاقة النووية توجد محطة الطاقة الكهربائية الحرارية التقليدية زابوريزهيا.

## الحرب الروسية الأوكرانية 2022
سيطرت القوات الروسية على المحطة في أوائل شهر آذار 2022 بعد أيام من بداية الحرب الروسية الأوكرانية عام 2022.